# Николовци
Николовци е село в Северна България.
То се намира в община Елена, област Велико Търново.

## География
Село Николовци се намира в района на Еленския балкан. Близо е до язовир „Йовковци“.